# 城垣西路街道
城垣西路街道，是中华人民共和国河北省沧州市河间市下辖的一个街道办事处。
2016年，河北省民政厅批复同意将瀛州镇拆分为瀛州路街道和城垣西路街道。

## 行政区划
城垣西路街道下辖以下地区：
曙西社区、怡欣社区、大川社区、御府江南社区、瀛州首府社区、京开南大街社区、瀛秀园社区、府北社区、福源社区、府前社区、红牌楼街社区、瀛海园社区、瀛台街社区、诗经路社区、一街社区、二街社区、三街社区、四街社区、五街社区、六街社区、七街社区、八街社区、九街社区、十街社区、十一街社区、十二街社区、西关社区、西关北社区、西关东社区、南关社区、马庄社区、辛庄社区、段李庄社区、韩楼社区共34个社区居民委员会和南八里铺村1个村民委员会。

## 资料来源
1. ↑  . 中国·国家地名信息库.
2. ↑  .   [2017-08-04]. （原始内容存档于2017-09-28）.
3. ↑  .   [2017-08-04]. （原始内容存档于2017-09-28）.